# Survey of Ophthalmology
Survey of Ophthalmology (skrót: Surv Ophthalmol) – naukowe czasopismo okulistyczne o zasięgu międzynarodowym; wydawane w Stanach Zjednoczonych od 1956. Dwumiesięcznik.
Czasopismo jest recenzowane i zorientowane na publikowanie prac klinicznych adresowanych do okulistów, w celu informowania o najnowszych badaniach i standardach w okulistyce klinicznej. Redaktorem naczelnym (ang. editor-in-chief) „Survey of Ophthalmology" jest John Gittinger.
Pismo ma współczynnik wpływu impact factor (IF) wynoszący 3,959 (2018/2019). W międzynarodowym rankingu SCImago Journal Rank (SJR) mierzącym znaczenie poszczególnych czasopism naukowych „Survey of Ophthalmology" zostało w 2018 sklasyfikowane na 10. miejscu wśród czasopism okulistycznych. W polskich wykazach czasopism punktowanych przez Ministerstwo Nauki i Szkolnictwa Wyższego czasopismo otrzymało kolejno: 40 punktów (w latach 2013-2016) oraz 140 punktów (2019).
Czasopismo jest indeksowane w BIOSIS, Core Journals in Ophthalmology, Current Contents, MEDLINE, EMBASE Ocular Resources oraz w Scopusie. Wydawcą jest koncern wydawniczy Elsevier. 